# Sandy Ridge
Sandy Ridge is een plaats (census-designated place) in de Amerikaanse staat Pennsylvania, en valt bestuurlijk gezien onder Centre County.

## Demografie
Bij de volkstelling in 2000 werd het aantal inwoners vastgesteld op 340.

## Geografie
Volgens het United States Census Bureau beslaat de plaats een oppervlakte van
1,6 km². Sandy Ridge ligt op ongeveer 510 m boven zeeniveau.
De plaats ligt in een bosrijke en heuvelachtige streek en grenst in het oosten aan de State route 970 autoweg.

## Plaatsen in de nabije omgeving
De onderstaande figuur toont nabijgelegen plaatsen in een straal van 12 km rond Sandy Ridge.